# حويرة أليفة الرمل
حويرة أليفة الرمل (الاسم العلمي:Tephrosia arenicola) هي نوع من النباتات يتبع جنس الحويرة من الفصيلة البقولية.